# Joseph Crétin
Joseph Crétin (Montluel, 19 dicembre 1799 – Saint Paul, 22 febbraio 1857) è stato un vescovo cattolico francese naturalizzato statunitense.

## Biografia
Entrò nel 1820 nel seminario parigino di San Sulpizio a Parigi, compiendovi la sua formazione ecclesiastica: fu ordinato prete a Belley nel 1823. Dopo la Rivoluzione di luglio del 1830, non riuscendosi ad adattare alla nuova situazione politica, decise di partire come missionario per gli Stati Uniti d'America e nel 1838 fu accolto nella diocesi di Dubuque del vescovo Mathias Loras.
Fu scelto come primo vescovo di Saint Paul, diocesi eretta nel 1850, e ricevette la consacrazione episcopale a Belley il 26 gennaio 1851. Promosse iniziative per migliorare le condizioni della popolazione della diocesi, favorendo l'arrivo di religiosi e l'apertura di scuole (sotto il suo episcopato, i benedettini fondarono il primo college del Minnesota); con il sostegno del presidente Millard Fillmore, aprì scuole anche per le popolazioni native americane.
Nel 1854 avviò i lavori per la costruzione della cattedrale di Saint Paul, completato solo dopo la sua morte, avvenuta nel 1857.

## Genealogia episcopale
La genealogia episcopale è:
- Cardinale Scipione Rebiba
- Cardinale Giulio Antonio Santori
- Cardinale Girolamo Bernerio, O.P.
- Arcivescovo Galeazzo Sanvitale
- Cardinale Ludovico Ludovisi
- Cardinale Luigi Caetani
- Cardinale Ulderico Carpegna
- Cardinale Paluzzo Paluzzi Altieri degli Albertoni
- Papa Benedetto XIII
- Papa Benedetto XIV
- Papa Clemente XIII
- Cardinale Giovanni Francesco Albani
- Cardinale Carlo Rezzonico
- Cardinale Antonio Dugnani
- Arcivescovo Jean-Charles de Coucy
- Cardinale Gustave-Maximilien-Juste de Croÿ-Solre
- Vescovo Denis-Antoine-Luc de Frayssinous
- Vescovo Alexandre-Raymond Devie
- Vescovo Joseph Crétin